# NGC 6336
NGC 6336 ist eine 13,6 mag helle Balken-Spiralgalaxie vom Hubble-Typ SBa im Sternbild Herkules am Nordsternhimmel. Sie ist schätzungsweise 371 Millionen Lichtjahre von der Milchstraße entfernt und hat einen Durchmesser von etwa 100.000 Lichtjahren.
Im selben Himmelsareal befinden sich u. a. die Galaxien NGC 6323, NGC 6327, NGC 6329, NGC 6332.
Das Objekt wurde am 11. Juli 1876 von Édouard Stephan entdeckt.